# L'Unique (film)
Pour les articles homonymes, voir Unique.
Pour plus de détails, voir Fiche technique et Distribution.
L'Unique est un film français réalisé par Jérôme Diamant-Berger sorti le 26 février 1986.

## Synopsis
Michel (Tcheky Karyo), un pirate électronique qui vit de rapines dans les maisons de disques, découvre que son ancienne compagne, devenue une chanteuse célèbre (Julia Migenes), est en train, au sens propre du mot, de se faire "doubler". Le savant Colewsky (Sami Frey) met au point un procédé de clonage holographique qui permet de reproduire l'image tridimensionnelle animée des êtres vivants. Ces travaux de recherche, menés dans le plus grand secret avec l'appui du producteur Vox (Charles Denner), débouchent sur la création du clone virtuel de la chanteuse. Vox compte se passer de la chanteuse réelle, sujette à des caprices et moments de dépression, en lui substituant son clone parfait pour des apparitions à la télévision comme à la scène.
L'Unique, tourné en 1985, est le premier long métrage français de fiction dont la création d'effets visuels a requis l'emploi de techniques d'infographie 3D - avec le concours de la Sogitec (filiale de Dassault Aviation), ainsi que de techniques d'imagerie médicale numériques.

## Fiche technique
- Titre : L'Unique
- Réalisation : Jérôme Diamant-Berger
- Scénario : Olivier Assayas, Jérôme Diamant-Berger, Jean-Claude Carrière et Jacques Dorfmann
- Musique : Guy Boulanger et François Valéry
- Directeur de la photographie : Jean-François Robin
- Son : Dominique Hennequin et Michel Klochendler
- Effets spéciaux : Christian Guillon
- Effets visuels : Sogitec : Xavier Nicolas, Jean-François Henry, Christian Foucher, Alain Grach
- Producteur : Christian Ardan
- Studios : Paris-Studios-Cinéma (Studios de Billancourt)
- Pays :  France
- Genre : Science-fiction
- Durée : 85 minutes
- Date de sortie en salles : 26 février 1986 (France)
- Prix Jean GABIN pour Tcheky Karyo

## Distribution
- Julia Migenes : La chanteuse
- Sami Frey : Colewsky
- Charles Denner : Vox, le producteur
- Tchéky Karyo : Michel
- Jezabel Carpi : Aline
- Thierry Rode : Rey
- Fabienne Babe : Sarah